# Прилепский, Алексей Иванович
Алексей Иванович Прилепский (7 марта 1899 года, с. Средненское, Средненская волость, Новосильский уезд, Тульская губерния — неизвестно) — советский военный деятель, полковник (17 сентября 1939 года).

## Начальная биография
Алексей Иванович Прилепский родился 7 марта 1899 года в селе Средненское Средненской волости Новосильского уезда Тульской губернии.
В 1913 году окончил двухклассное министерское училище при Ирбитском заводе (Екатеринбургский уезд) и в 1914 году по ходатайству начальника училища принят в Иркутскую учительскую семинарию на стипендию Земской управы. Одновременно с учёбой работал на Егоршинских каменноугольных копях табельщиком, откатчиком и забойщиком. В 1915 году прекратил учёбу из-за отказа в стипендии.

## Военная служба

### Первая мировая и гражданская войны
В мае 1916 года призван в ряды Русской императорской армии и направлен рядовым в 268-й пехотный запасной полк, дислоцированный в Ирбите. В сентябре окончил учебную команду при этом же полку, произведён в чин ефрейтора, переведён в конную разведку Великолуцкого 12-го пехотного полка, после чего принимал участие в боевых действиях на Западный фронт и дослужился до чина младшего унтер-офицера. В 1917 году А. И. Прилепский избирался членом полкового комитета и председателем комитета команды конных разведчиков.
В ноябре 1917 года из добровольцев полка сформировал и возглавил красногвардейский партизанский отряд с целью борьбы против германских войск. Принимал участие в боевых действиях против польских войск на территории Оршанского уезда.
В июне 1918 года вернулся с фронта вновь устроился на работу на Егоршинские каменноугольные копи, где сформировал отряд, который убыл на Челябинский боевой участок, где влился в Путиловский Стальной кавалерийский полк, вошедший вскоре в 29-ю стрелковую дивизию (3-я армия). В его составе А. И. Прилепский служил командиром взвода, помощником командира и командиром эскадрона, помощником командира и врид командира полка и принимал участие в подавлении восстания Чехословацкого корпуса и боевых действиях против войск под командованием адмирала А. В. Колчака.
В мае 1919 года направлен на учёбу на кавалерийское отделение Высшей военной школы имени С. С. Каменева Восточного фронта, после окончания которого в январе 1920 года назначен на должность командира эскадрона в составе полка Красных коммунаров Туркестанского фронта. В период с февраля по май того же года исполнял должность командира 4-го Туркестанского кавалерийского полка (1-я Туркестанская кавалерийская дивизия), который вскоре был преобразован в 1-й Узбекский кавалерийский полк в составе 1-й Узбекской кавалерийской бригады, а А. И. Прилепский назначен помощником командира полка. После расформирования бригады в августе 1920 года отозван в резерв Туркестанского фронта и в декабре направлен в 13-й кавалерийский полк (3-я Туркестанская кавалерийская дивизия), в составе которого служил помощником командира и командиром эскадрона, заведующим хозяйством полка и принимал участие в боевых действиях против курбаши Аман Палвана, Курширмата, Рахманкула и других.
В марте 1922 года направлен в распоряжение командующего ЧОН Ферганской области, после чего служил адъютантом командующего ЧОН области, инспектором и помощником начальника снабжения ЧОН. С сентября 1922 года находился в распоряжении уполномоченного Реввоенсовета Туркестанского фронта при диктаторской комиссии в Восточной Бухаре и принимал участие в боевых действиях против басмаческих формирований под командованием Ибрагим-бека.

### Межвоенное время
С апреля 1925 года А. И. Прилепский служил в Ферганском областном военкомате на должностях помощника заведующего хозяйством, казначея и начальника канцелярии, переводчика военкомата. В апреле 1927 года назначен на должность начальника административно-хозяйственного отдела в Территориальное управление Узбекской ССР, а в июне 1929 года — на должность помощника начальника штаба Отдельного Узбекского кавалерийского полка (Среднеазиатский военный округ).
В декабре 1930 года направлен на учёбу на Курсы усовершенствования командного состава по разведке при IV управлении Штаба РККА, после окончания которых с октября 1931 года служил начальником 4-го (разведывательного) отделения штаба Отдельной Узбекской сводной бригады, дислоцированной в Самарканде.
В апреле 1932 года А. И. Прилепский направлен на учёбу в Военную академию имени М. В. Фрунзе, после окончания которой в апреле 1936 года назначен начальником оперативной части штаба 31-й кавалерийской дивизии и исполняющим должность начальника штаба дивизии, в феврале 1937 года — начальником штаба 121-го кавалерийского полка этой же дивизии, а в октябре того же года — врид командира 121-го кавалерийского полка.
14 июня 1938 года переведён на должность начальника штаба 8-й кавалерийской дивизии (1-я отдельная Краснознамённая армия), в марте 1939 года — на должность начальника штаба 31-го стрелкового корпуса, а 26 марта 1941 года — на должность командира 34-й стрелковой дивизии (15-я армия, Дальневосточный фронт).

### Великая Отечественная война
С началом войны полковник А. И. Прилепский находился на прежней должности. 34-я стрелковая дивизия занималась охраной государственной границы СССР в устье реки Биджан, гора Остряк по левому берегу Амура.
С 7 февраля 1942 года находился в распоряжении генерал-инспектора кавалерии Красной армии и в конце мая назначен на должность заместителя командира 1-й гвардейской кавалерийской дивизии, формировавшейся в районе западнее Калуги после выхода из рейда. До 10 июля исполнял должность командира дивизии. После пополнения в начале июля дивизия передана в состав 1-го гвардейского кавалерийского корпуса, после чего вела боевые действия на козельско-сухиничском направлении. В феврале 1943 года дивизия передислоцирована в район ст. Лиски, после чего принимала участие в освобождении Донбасса и в оборонительных боевых действиях южнее Харькова.
В апреле 1943 года полковник А. И. Прилепский назначен на должность начальника штаба 7-го гвардейского кавалерийского корпуса (Степной военный округ), однако с июня находился в распоряжении командующего кавалерией Красной армии. В середине августа назначен заместителем командира 16-го гвардейского стрелкового корпуса, который вёл наступательные боевые действия на витебско-полоцком направлении и участвовал в ходе Городокской наступательной операции.
С 11 февраля 1944 года находился в распоряжении Военного совета 1-го Прибалтийского фронта, затем — в распоряжении Главного управления кадров НКО и в конце апреля того же года назначен на должность старшего преподавателя кафедры общей тактики Военной академии имени М. В. Фрунзе.

### Послевоенная карьера
После окончания войны продолжил служить в академии. В ноябре 1945 года назначен преподавателем кафедры общей тактики, в мае 1947 года — преподавателем по оперативно-тактической подготовке — тактическим руководителем учебной группы, в октябре 1949 года — старшим преподавателем кафедры общей тактики, а в июле 1951 года — старшим преподавателем кафедры тактики высших соединений.
Полковник Алексей Иванович Прилепский 12 декабря 1955 года вышел в запас.

## Награды
- Орден Ленина;
- Два ордена Красного Знамени;
- Орден Красной Звезды 3 степени (Бухарская НСР);
- Медали.